# Шемшево
Ше́мшево (болг. Шемшево) — село у Великотирновській області Болгарії. Входить до складу общини Велико-Тирново.

## Населення
За даними перепису населення 2011 року у селі проживали 523 особи.
Національний склад населення села:
| Національність   | Кількість осіб | Відсоток |
| ---------------- | -------------- | -------- |
| болгари          | 445            | 87,4%    |
| турки            | 50             | 9,8%     |
| цигани           | 9              | 1,8%     |
| Всього відповіли | 509            |          |

Розподіл населення за віком у 2011 році:
Динаміка населення: